# 中薬
株式会社中薬（ちゅうやく）は、愛知県名古屋市中区丸の内三丁目2番26号 に本社を置く、医薬品・医療機器・医療用検査試薬・一般用医薬品等の卸売販売をおこなう企業であった。現在は、アルフレッサグループの「シーエス薬品」である。

## 概要
- 代表取締役会長　　荒川長太郎
- 代表取締役社長　　荒川勘五郎
- 代表取締役副社長　荒川慎太郎
- 資本金 18180万円

## 大株主
- 荒川長太郎（合名）50.4％
- 天野製薬10.2％
- 豊田實2.8％
- 田辺製薬
- 武田薬品

## 沿史
- 昭和46年4月12日 「荒川長太郎合名会社」（現・アラクス）卸部と「天野薬品株式会社」卸部と合併し資本金1億円で「株式会社中薬」を設立
- 昭和47年6月 津島市の「中野薬品株式会社」を吸収合併
- 昭和57年12月 東京都の「西村成光堂株式会社」を吸収合併
- 昭和61年4月 名古屋市の「大互薬品株式会社」を吸収合併
- 平成4年10月1日 「稲垣日本堂」の営業権を譲受
- 平成4年10月 「丸一薬品」と業務提携
- 平成4年11月 岐阜県の豊田中薬株式会社を吸収合併し「中薬岐阜支社」に編成
- 平成12年10月 静岡県のサンアイ株式会社と合併し「シーエス薬品」と商号変更

## 営業所
- 愛知県:名古屋市・津島市・豊橋市・岡崎市・半田市・岩倉市・掛川市
- 静岡県:静岡市・浜松市
- 神奈川県:横浜市
- 岐阜県:岐阜市・津市・大垣市・美濃加茂市・高山市
- 東京都:墨田区
- 三重県:伊勢市

## 主な取引メーカー
| 武田薬品工業 | 三共         | 興和新薬 | 田辺製薬   | 塩野義製薬 | ヘキスト | 大塚製薬           |
| 第一製薬     | 大日本製薬   | 中外製薬 | 山之内製薬 | 萬有製薬   | 久光製薬 | 日本ケミファ       |
| 東京田辺製薬 | 小野薬品工業 | エーザイ | ロート製薬 | 大正製薬   | 花王     | 池田模範堂（ムヒ） |